# 1362

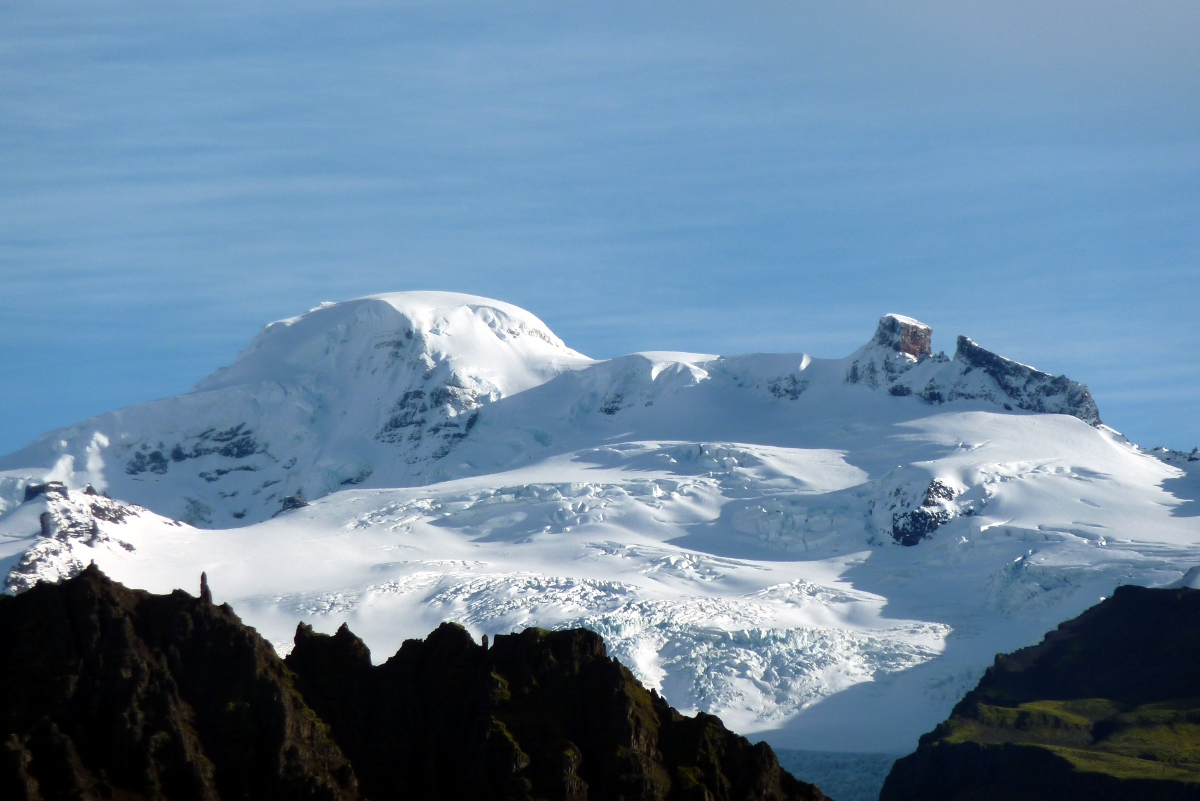
Hvannadalshnúkur

Het jaar 1362 is het 62e jaar in de 14e eeuw volgens de christelijke jaartelling.

## Gebeurtenissen
januari
- 16 - Tweede Sint-Marcellusvloed: Een stormvloed treft alle landen rond de Noordzee. Grote delen van Nederland en Noord-Duitsland lopen onder, en er vallen duizenden slachtoffers.
  - Het waddeneiland Buise wordt in tweeën gedeeld.
  - De havenstad Rungholt wordt weggespoeld.
- 25 - Arnold van Rummen koopt de rechten als pretendent van het graafschap Loon af van Godfried van Dalenbroek.
- juni - Op IJsland komt de vulkaan Öræfajökull (Hvannadalshnúkur) tot uitbarsting. Het is de zwaarst bekende eruptie op IJsland, en mogelijk is zij oorzaak van de slechte zomers en slechte oogsten van de volgende jaren in Europa.

juli
- 29 met behulp van Deventer en Kampen wordt door bisschop Jan van Arkel begonnen aan een langdurig beleg van het kasteel Voorst. Uit Deventer worden 12.750 pijlen aangevoerd en ook buskruit en een donderbus, een modern wapen. Zwolle zorgt voor blijden en stormrammen. De bewoners van het kasteel verzetten zich met hand en tand. Vanaf de muren schieten ze met pijl en boog. De belegeraars worden met stenen en kokende olie bestookt.

- juli - De Ottomanen onder hun nieuwe leider Murat I ronden de verovering van Thracië af met de inname van de stad Adrianopel.

zonder datum
- De stadsrechten van Nijenstede worden verplaatst naar Hardenberg.
- Het Padapatha manuscript wordt gekopieerd. Dit is waarschijnlijk het oudste nog overgebleven manuscript van de Rig-Veda.

## Opvolging
- Abbasiden (kalief van Caïro) - Al-Mu'tadid I opgevolgd door Al-Mutawakkil I
- Aquitanië - Eduard III van Engeland opgevolgd door zijn zoon Eduard van Woodstock
- Armenië - Constantijn V opgevolgd door zijn neef Constantijn VI
- Granada - Mohammed VI opgevolgd door Mohammed V
- Ottomanen - Orhan I opgevolgd door zijn zoon Murat I
- paus (28 september) - paus Innocentius IV opgevolgd door Guillaume de Grimoard als paus Urbanus V
- Zeta - Balša I opgevolgd door zijn zoon Đurađ I

## Afbeeldingen

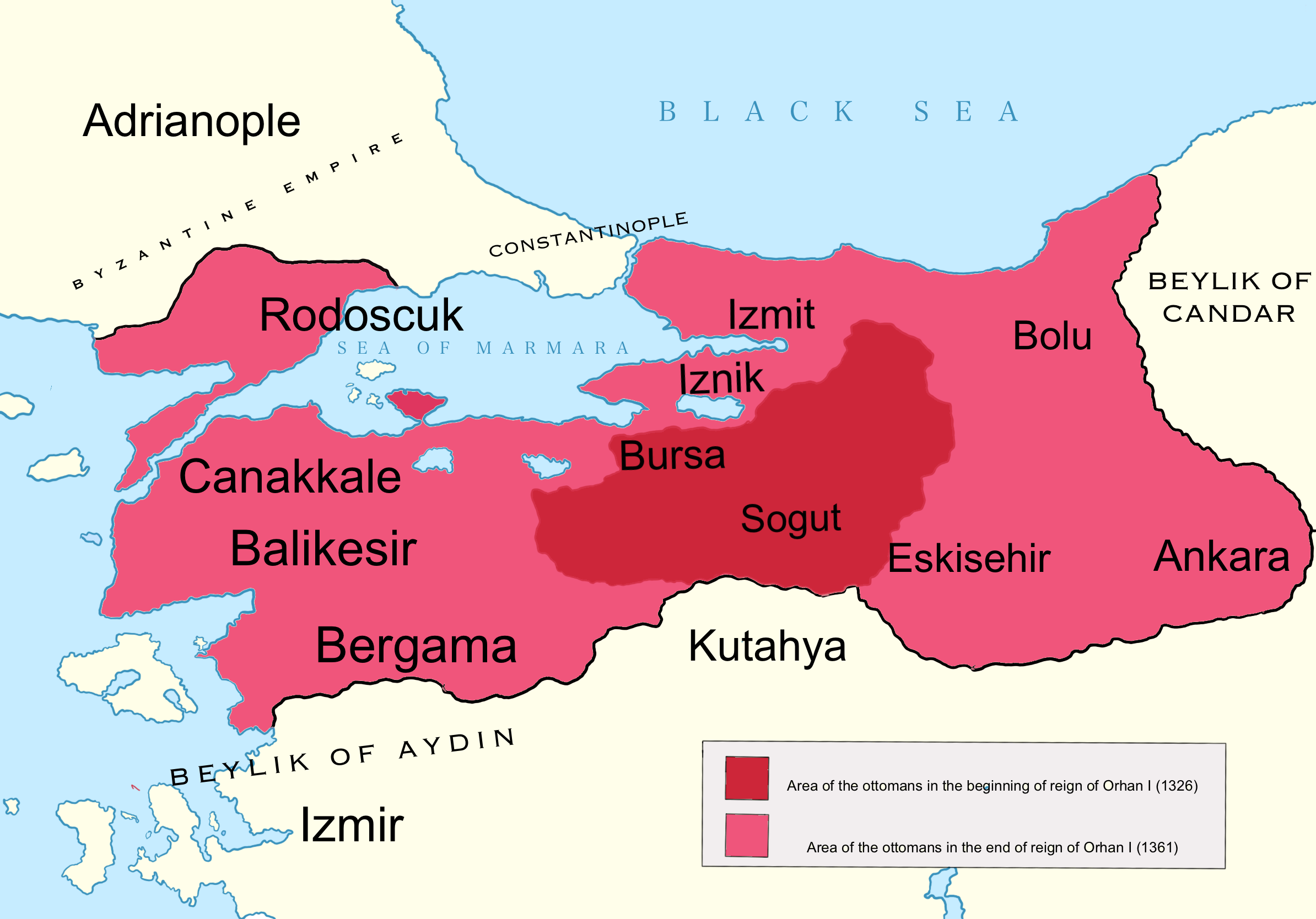
Groei van het Ottomaanse Rijk onder Orhan I

## Geboren
- Jan V van Arkel, Hollands edelman
- Jean de Béthencourt, Frans-Castiliaans veroveraar
- Beatrix van Hohenzollern, echtgenote van Albrecht III van Oostenrijk (jaartal bij benadering)
- Eleonora van Castilië, echtgenote van Karel III van Navarra (jaartal bij benadering)
- Hendrik van Marle, Frans edelman (jaartal bij benadering)
- Johan III, markgraaf van Monferrato (jaartal bij benadering)
- Adolf I van Nassau-Siegen, Duits edelman

## Overleden
- 16 januari - Robert de Vere, Engels edelman
- 10 april - Machteld van Lancaster (23), echtgenote van Willem V van Holland
- 11 juli - Anna van Schweidnitz (~23), echtgenote van keizer Karel IV
- 7 september - Johanna van Engeland (41), echtgenote van David II van Schotland
- 12 september - Innocentius VI (~80), paus (1352-1362)
- 15 september - Willem van Gennep, aartsbisschop van Keulen
- 21 december - Constantijn V (49), koning van Armeens Cilicië (1344-1362)
- Albrecht II van Anhalt, Duits edelman
- Balša I, eerste župan van Zeta (1356-1362)
- Berenguer de Cruïlles, bisschop van Gerona
- Hendrik V van Gorizia, Duits edelman
- Lachen Sönam Lodrö, Tibetaans geestelijke
- Maria van Engeland, echtgenote van Jan IV van Bretagne
- Orhan I (~81), bey der Ottomanen (ca. 1326-1362)
- Gherardello da Firenze, Italiaans componist (jaartal bij benadering)